# Roger Hansson
Pour les articles homonymes, voir Hansson.
Roger Hansson (né le 13 juillet 1967 à Helsingborg) est un joueur professionnel suédois de hockey sur glace.

## Carrière en club
Formé au Helsingborg HC, il commence en senior en 1984 avec le Rögle BK. Il est choisi en 11e ronde en 213e position par les Canucks de Vancouver lors du repêchage d'entrée 1987 dans la Ligue nationale de hockey. Il remporte l'Elitserien 1992 et 1994 ainsi que la Coupe d'Europe 1993 avec les Malmö Redhawks. De 1996 à 2001, il joue en DEL avec les Cassel Huskies. Il met un terme à sa carrière en 2003.

## Carrière internationale
Il a représenté la Suède. Il a participé aux Jeux olympiques de 1994 conclus par une médaille d'or. Il est médaillé d'or, d'argent et de bronze au championnat du monde.

## Statistiques
Pour les significations des abréviations, voir Statistiques du hockey sur glace.

### En club
| Saison    | Équipe         | Ligue       |    | Saison régulière | Saison régulière | Saison régulière | Saison régulière | Saison régulière |   | Séries éliminatoires | Séries éliminatoires | Séries éliminatoires | Séries éliminatoires | Séries éliminatoires |
| Saison    | Équipe         | Ligue       | PJ | B                | A                | Pts              | Pun              | PJ               | B | A                    | Pts                  | Pun                  |                      |                      |
| 1984-1985 | Rögle BK       | Division 1  | 22 | 4                | 6                | 10               | 0                |                  |   |                      |                      |                      |                      |                      |
| 1985-1986 | Rögle BK       | Division 1  | 21 | 7                | 7                | 14               | 8                |                  |   |                      |                      |                      |                      |                      |
| 1986-1987 | Rögle BK       | Division 1  | 28 | 11               | 20               | 31               | 6                | 3                | 1 | 1                    | 2                    | 0                    |                      |                      |
| 1987-1988 | Rögle BK       | Division 1  | 36 | 31               | 16               | 47               | 20               | 2                | 5 | 1                    | 6                    | 0                    |                      |                      |
| 1988-1989 | Rögle BK       | Division 1  | 36 | 33               | 15               | 48               | 20               | 3                | 0 | 1                    | 1                    | 2                    |                      |                      |
| 1989-1990 | Rögle BK       | Division 1  | 32 | 22               | 18               | 40               | 18               | 10               | 7 | 8                    | 15                   | 2                    |                      |                      |
| 1990-1991 | Rögle BK       | Division 1  | 36 | 12               | 13               | 25               | 10               | 10               | 4 | 3                    | 7                    | 4                    |                      |                      |
| 1991-1992 | Malmö Redhawks | Elitserien  | 36 | 12               | 13               | 25               | 10               |                  |   |                      |                      |                      |                      |                      |
| 1992-1993 | Malmö Redhawks | Elitserien  | 32 | 9                | 8                | 17               | 10               |                  |   |                      |                      |                      |                      |                      |
| 1993-1994 | Malmö Redhawks | Elitserien  | 39 | 12               | 12               | 24               | 30               |                  |   |                      |                      |                      |                      |                      |
| 1994-1995 | Malmö Redhawks | Elitserien  | 39 | 8                | 14               | 22               | 18               | 9                | 4 | 2                    | 6                    | 2                    |                      |                      |
| 1995-1996 | Malmö Redhawks | Elitserien  | 38 | 16               | 8                | 24               | 10               | 5                | 2 | 0                    | 2                    | 0                    |                      |                      |
| 1996-1997 | Cassel Huskies | DEL         | 49 | 20               | 22               | 42               | 6                |                  |   |                      |                      |                      |                      |                      |
| 1997-1998 | Cassel Huskies | DEL         | 46 | 11               | 16               | 27               | 14               |                  |   |                      |                      |                      |                      |                      |
| 1998-1999 | Cassel Huskies | DEL         | 35 | 6                | 9                | 15               | 12               |                  |   |                      |                      |                      |                      |                      |
| 1999-2000 | Cassel Huskies | DEL         | 46 | 11               | 10               | 21               | 10               | 8                | 1 | 0                    | 1                    | 2                    |                      |                      |
| 2000-2001 | Cassel Huskies | DEL         | 59 | 4                | 14               | 18               | 12               | 8                | 1 | 2                    | 3                    | 6                    |                      |                      |
| 2001-2002 | Rögle BK       | Allsvenskan | 46 | 15               | 16               | 31               | 46               |                  |   |                      |                      |                      |                      |                      |
| 2002-2003 | Rögle BK       | Allsvenskan | 30 | 7                | 10               | 17               | 18               |                  |   |                      |                      |                      |                      |                      |

### En équipe nationale
| Saison | Équipe    | Événement |    | Saison régulière | Saison régulière | Saison régulière | Saison régulière | Saison régulière | Saison régulière   | Saison régulière |
| Saison | Équipe    | Événement | PJ | B                | A                | Pts              | +/-              | Pun              | Résultat           |                  |
| ------ | --------- | --------- | -- | ---------------- | ---------------- | ---------------- | ---------------- | ---------------- | ------------------ | ---------------- |
| 1987   | Suède Jr. | CM Jr.    | 7  | 3                | 2                | 5                |                  | 4                | Médaille de bronze |                  |
| 1992   | Suède     | CM        | 5  | 3                | 1                | 4                | +5               | 0                | Médaille d'or      |                  |
| 1994   | Suède     | JO        | 8  | 5                | 2                | 7                | +7               | 4                | Médaille d'or      |                  |
| 1994   | Suède     | CM        | 8  | 3                | 3                | 6                | +3               | 4                | Médaille de bronze |                  |
| 1995   | Suède     | CM        | 8  | 0                | 2                | 2                | +3               | 0                | Médaille d'argent  |                  |